# محوطه چشمه نادعلی
محوطه چشمه نادعلی مربوط به هزاره سوم قبل از میلاد است و در شهرستان فارسان، بخش مرکزی، فاصله ۳/۹ کیلومتری شرق شهر جونقان، دره آلج واقع شده و این اثر در تاریخ ۲۷ اسفند ۱۳۸۷ با شمارهٔ ثبت ۲۶۵۷۰ به‌عنوان یکی از آثار ملی ایران به ثبت رسیده است.